# 馮占海
馮占海（1899年11月6日—1963年9月14日），字寿山，奉天省（今遼寧省）義縣人。九一八事變後中國東北最早反抗日軍的军事将领之一，有「吉林抗日第一人」之稱。

## 生平

### 早年
馮少時讀過私塾，後為人養豬為生。1917年投奔姨丈張作相，進入奉系軍旅。在奉天讲武堂進修後逐步升官，1925年任東北陸軍第六八二團（吉林督辦公署衛隊團）團長。東北易幟後加入中國國民黨。

### 抗日
1931年9月，奉天事變，日軍進佔東北，10月馮占海被吉林省臨時政府任命為吉林地區警備司令兼第一旅旅長。1932年1月與李杜等組織吉林自卫军（後改吉林抗日義勇軍）反抗日軍，任副總司令兼右路總指揮，6月任總指揮。1933年1月張學良任命其為第六十三軍軍長兼第九十一師師長。不久參加熱河戰役失敗，投奔馮玉祥的察哈尔民众抗日同盟军任第四路總指揮。後轉投何應欽，1935年晉升國民革命軍中將。
1938年6月任第八十五軍副軍長，同年任國民政府軍事委員會中將參議。不久因受排擠，率家人先到桂林，獲廣西省主席黄旭初幫助得到護照赴香港。後再到昆明經營旅店。

### 晚年
抗日戰爭勝利後，馮占海一家回到北平，繼續經商，任北平興業公司董事。中華人民共和國成立後，1950年獲選為北京市西城區人民代表會議特邀代表，同年8月經龍雲介紹加入民革，任民革中央團結委員會委員。1955年遷居長春，任吉林省第一、二屆人民代表大會代表、吉林省政協委員、吉林省人民委員會委員兼吉林省體委主任。1958年任民革吉林省委員會副主委。1963年9月14日在長春去世。

## 墓所及事件
馮占海骨灰按照遺願葬於吉林市北山山腳，不久墓毀骨灰被盜。官方於1965年改在北山最高峰立衣冠冢。2010年9月，有开发商涉嫌為開發當地房地產而推倒馮占海墓墓碑，引發爭議。2011年4月，吉林市有關部門表示已進行修復，馮占海墓遷至北山烈士陵園附近山坡。